# Roi (singel Bilala Hassaniego)
Roi – singel francuskiego piosenkarza Bilala Hassaniego, napisany i skomponowany przez duet Madame Monsieur, Medeline oraz samego wokalistę.
Kompozycja wygrała finał konkursu Destination Eurovision 2019, dzięki czemu reprezentowała Francję w 64. Konkursie Piosenki Eurowizji w Tel Awiwie.
Singel notowany był na 45. miejscu francuskiego zestawienia sprzedaży Top Singles & Titres. Utwór znalazł się również na innych francuskich listach: w zestawieniu Top Singles Streaming zajął 53. miejsce, na liście Top Singles Téléchargés zajął 7. pozycję, a w zestawieniu Top Ventes zajął 8. miejsce.

## Historia utworu

### Przekaz
Utwór traktuje o akceptacji samego siebie. Piosenka głosi, iż nie ma znaczenia kim się jest i bez względu na to, co mówią inni ludzie, zawsze można czuć się królem w swoich snach.

### Konkurs Piosenki Eurowizji
Utwór został zgłoszony jako propozycja do 64. Konkursu Piosenki Eurowizji, organizowanego w Tel Awiwie w maju 2019 roku. Piosenka zakwalifikowała się do stawki finałowej krajowych eliminacji eurowizyjnych Destination Eurovision 2019, które odbyły się w dniach 12, 19 i 26 stycznia. Kompozycja została zaprezentowana przez wokalistę w pierwszym półfinale (12 stycznia) i z pierwszego miejsca awansowała do finału, rozgrywanego dwa tygodnie później. Utwór zajął w nim pierwsze miejsce z 200 punktami na koncie, w tym piąte miejsce w rankingu jurorów (50 pkt) i pierwsze miejsce w głosowaniu telewidzów (150 pkt), dzięki czemu został wybrany na piosenkę reprezentującą Francję w 64. Konkursie Piosenki Eurowizji.
Z uwagi na fakt, iż Francja jest w tzw. „Wielkiej Piątce” Konkursu Piosenki Eurowizji, utwór został zaprezentowany dopiero w jego finale, który odbył się 18 maja w Centrum Konferencyjnym Tel Awiwu.

## Lista utworów
Digital download
1. „Roi” – 2:57

## Odbiór
Francuski dziennikarz Philippe Manœuvre będący jednym z jurorów programu telewizyjnego Nouvelle Star skrytykował utwór, podkreślając brak kreatywności tej kompozycji oraz wszystkich pozostałych piosenek zgłoszonych do selekcji Destination Eurovision 2019. W obliczu tej krytyki, Bilal Hassani poprawił niektóre elementy swojego wykonania w finałowym występie.

## Pozycja na liście sprzedaży
| Kraj    | Notowanie (2019)        | Najwyższa pozycja |
| ------- | ----------------------- | ----------------- |
| Francja | Top Singles & Titres    | 45                |
| Francja | Top Singles Streaming   | 53                |
| Francja | Top Singles Téléchargés | 7                 |
| Francja | Top Ventes              | 8                 |